# Quest'anno a Gerusalemme
Quest'anno a Gerusalemme (titolo originale This Year in Jerusalem) è un diario di viaggio dello scrittore canadese Mordecai Richler, pubblicato in originale nel 1994, ed in Italia nel 2002 da Adelphi. Nel libro si mescolano memorie per lo più giovanili dell'autore, con la descrizione di un viaggio compiuto in Israele nel 1992.

## Contenuto
Fin da ragazzo Mordecai Richler è vissuto con la prospettiva di diventare un membro dello Yishuv, la comunità sionista che in Eretz Yisrael stava costruendo i fondamenti del nuovo stato ebraico, la terra dei padri di ogni ebreo. Cresciuto in una famiglia rigidamente osservante nella comunità ebraica di Montréal, per lui entrare nel gruppo degli Habonim (i Costruttori) è anche un modo per affacciarsi ad idee diverse e meno soffocanti, condividendo un esaltante obiettivo con amici e coetanei. Ma quando il proprio percorso scolastico lo porta ad uscire definitivamente dall'ambiente chiuso del mondo in cui era sempre vissuto, facendolo entrare in contatto con la cultura dei goyim, capisce che la sua strada non è quella dei khaverim, ed ecco quindi che la nave su cui salpa nel 1950 lo porta in Europa, e non in Palestina.
Una prima occasione per una visita in Israele gli si presenta nel 1962, in veste di giornalista per una rivista canadese. Il processo Eichmann è finito da poco e i segni del consolidamento di una coscienza nazionale si avvertono ovunque, creando un'atmosfera di moderata fiducia nel futuro. Passeranno trent'anni prima di un suo ritorno, e il clima nel frattempo è decisamente cambiato. Nel paese la presenza dei sostenitori di posizioni religiose rigidamente ortodosse è gradualmente cresciuta, influenzando la società e la politica a vari livelli, spingendo sempre più giovani ad un'emigrazione che dall'interno è vista dai più come una forma di tradimento. E al suo arrivo l'ormai affermato scrittore ha immediatamente l'occasione di fare esperienza delle tensioni esistenti: la sua macchina da scrivere, dimenticata all'aeroporto, finisce nelle mani dagli addetti ai pacchi sospetti, che la fanno esplodere. Gli ultimi sussulti della prima intifada si avvertono quasi ovunque, rimbalzando dai giornali ai discorsi della gente, alimentando una diffidenza che in alcuni casi assume forme prossime alla paranoia. A farne le spese, come sempre in questi casi, sono le opinioni di chi vorrebbe tentare il difficile percorso della costruzione di una pace dignitosa basata sul riconoscimento reciproco, e che si ritrovano chiusi in un angolo dalla radicalizzazione delle posizioni contrapposte. Un problema che Richler avverte anche durante una visita ad un suo vecchio amico in un kibbutz, esempio residuale di un sionismo laico e socialista che sopravvive solo come testimonianza malinconica di ideali oramai superati dalla storia. Fuori da quel mondo dove il riconoscimento dell'altro è ancora possibile, la regola sembra essere la negazione delle ragioni altrui e la rivendicazione dei propri diritti esclusivi. La conta delle vittime diventa così per ambo le parti la giustificazione di posizioni che assumono in alcuni casi la veste del fanatismo, avvelenando gli animi e rendendo impossibile qualunque via di uscita da una situazione di scontro perenne. Il tutto in una società attraversata da contrasti continui, per il confluire di sensibilità e culture molto diverse e di difficile integrazione, dove lo spazio di convivenza ristretto si combina con la presenza opprimente di una testimonianza storica che affiora ovunque. Una situazione che porta l'amareggiato Richler a rimpiangere i tutto sommato ridicoli contrasti che ha lasciato nel suo Canada, terra carente di storia ma proprio per questo meno incline ad evocare pericolose mitologie. Un Paese dove un ebreo come lui può sentirsi pienamente accettato, considerazione in grado di suscitare la reazione sdegnata da parte di molti abitanti della terra promessa, una forma di razzismo che vede negli ebrei della Diaspora dei quasi traditori, da guardare con sospetto, se non con disprezzo. Un atteggiamento di superiorità basato su un legittimo orgoglio per i traguardi raggiunti, ma con la tendenza a diventare millanteria irritante ed ideologica, ottenendo l'effetto di scavare l'ennesimo solco tra i tanti che attraversano il mondo ebraico. 
Il libro si conclude con un resoconto degli accordi di Oslo, e le reazioni da questi suscitate negli ambienti israeliani ed arabi. Un misto di timori e speranze che portano l'autore a ricordare un altro giorno storico, quel 29 settembre 1947 in cui lo Stato ebraico vide il voto favorevole dell'ONU. E da questo, il ricordo va alle parole dell'amico trasferitosi quarant'anni prima: "Te lo dico chiaro e tondo: hanno diritto a una patria esattamente come noi. Io sono a favore di uno Stato palestinese. È l'unico modo per risolvere il nostro problema".

## Edizioni italiane
- Mordecai Richler, Quest'anno a Gerusalemme, collana La collana dei casi, traduzione di Massimo Birattari, Adelphi, 2002  [1994], ISBN 88-459-1733-9.